# Матозиньюс
Матозиньюс (порт. Matozinhos)  —  муниципалитет в Бразилии, входит в штат Минас-Жерайс. Составная часть мезорегиона Агломерация Белу-Оризонти. Входит в экономико-статистический  микрорегион Сети-Лагоас. Население составляет 35 011 человек на 2006 год. Занимает площадь 252,908 км². Плотность населения — 138,4 чел./км².

## История
Город основан 31 декабря 1943 года. 

## Статистика
- Валовой внутренний продукт на 2003 год составляет 338 577 084,00 реалов (данные: Бразильский институт географии и статистики).
- Валовой внутренний продукт на душу населения на 2003 год составляет 10 326,25 реалов (данные: Бразильский институт географии и статистики).
- Индекс развития человеческого потенциала на 2000 год составляет 0,774 (данные: Программа развития ООН).

## География
Климат местности: тропический.